# Анхель Салас Ларразабаль
Анхель Салас Ларразабаль (ісп. Ángel Salas Larrazábal; 1 жовтня 1906 — 1 липня 1994) — іспанський пілот-ас, генерал-лейтенант авіації. Кавалер Німецького хреста в золоті.

## Біографія
Вступив в армію в 1921 році і через п'ять років отримав звання лейтенанта артилерії. В 1927 році захопився авіацією і через рік вже літав спостерігачем. Однак і це його не влаштувало, скільки він хотів літати сам. У 1930 році закінчив льотну школу і був направлений у винищувальну ескадрилью, яка базувалася на аеродромі Хетафе.
Після початку Громадянської війни підтримав Франсіско Франко. Літав на De Havilland Dragoon, Nieuport Ni-52, Heinkel He 51 і Fiat CR-32. Був одним з членів «Блакитного патруля» на чолі з Хоакіном Гарсіа-Морато. Салас літав на Fiat CR.32 No. 3-61 (c / n.111). У вересні 1937 року став командиром ескадри 2-G-3. Найвідоміша його перемога сталася 2 вересня 1938 року, коли він в одному заході збив 3 СБ-2 з Grupo 24 і І-16 з 1-ї ескадрильї «Москас» (пілот Хосе Мартін Редондо врятувався на парашуті). У громадянській війні ще тільки один пілот зміг збити чотири літаки в одному вильоті — це німець Вільгельм Бальтазар з 2./J88 (7 лютого 1938 року — чотири СБ-2). Всього Салас за війну зробив 618 вильоту, провів в повітрі 1215 годин. Брав участь в 49 боях. Був збитий 4 рази, але і сам претендує на 16 знищених республіканських літаків (особисто і в групі) і 48 бронемашин. Після війни став командиром 21-го винищувального полку.
Дізнавшись про формування добровольчого загону на німецько-радянську війну, записався в нього. 24 липня 1941 року вже прибув у Францію, звідки був направлений на перенавчання в льотну школу недалеко від Берліна. Після освоєння Ме-109Е 26 вересня прибув на Східний фронт. Брав участь в битві під Москвою. 7 жовтня Салас збив свій третій літак на Східному фронті (невідомий «І-18», як позначали іспанці всі радянські винищувачі). Наступного дня під час вильоту на вільне полювання він з трьома іншими пілотами перехопив над Калініним три ДБ-3. В результаті атаки Салас збив два, а Карлос Байо Алессандрі — третій. Таким чином Салас став асом і на цій війні. 25 жовтня Салас з двома іншими пілотами знищив на землі три «І-18» на аеродромі Клин. Через 2 дні під час бою 5 іспанців і 10 «І-18» Салас збив ДБ-3, який став його шостою перемогою і десятою перемогою ескадрильї. В кінці листопада Салас збив ще один біплан (сьома перемога), але по всій видимості її не зарахували, так як в офіційних документах у Саласа зараховані шість перемог в повітрі і два знищених на землі. Повернувся разом з ескадрильєю в Іспанію 6 січня 1942 року.
Після повернення в Іспанію Салас був військовим аташе в Римі, Берліні та Лісабоні. У 1950-х роках був на дипломатичній роботі в Парижі. У 1956 році освоїв реактивні літаки. Звільнився з ВПС в 1972 році.

## Нагороди
- Військова медаль (Іспанія)
- Повітряна медаль
- Залізний хрест 2-го і 1-го класу
- Німецький хрест в золоті (9 лютого 1942)
- Орден Святого Херменеґільда, великий хрест (1959)
- Орден повітряних заслуг, великий хрест білого дивізіону (1963)
- Орден морських заслуг (Іспанія), великий хрест білого дивізіону (1967)
- Орден Сиснероса, великий хрест (1971)
- Орден військових заслуг (Іспанія), великий хрест білого дивізіону (1972)
- Орден Карлоса III, великий хрест (1976)

22 липня 2016 року посмертно позбавлений всіх нагород, пов'язаних з франкізмом.